# Cosina annulata
Cosina annulata is een insect uit de familie van de mierenleeuwen (Myrmeleontidae), die tot de orde netvleugeligen (Neuroptera) behoort. 
Cosina annulata is voor het eerst wetenschappelijk beschreven door Esben-Petersen in 1915.